# Зуевка (Костанайская область)
Зуевка (каз. Зуевка) — село в Алтынсаринском районе Костанайской области Казахстана. Входит в состав Убаганского сельского округа. Код КАТО — 393257300.

## География
Село находится примерно в 24 км к северо-востоку от села Убаганское, административного центра района, на высоте 179 метров над уровнем моря. В 8 км к северу от села находится озеро Кошкар, в 7 км северо-западнее — озеро Куншаш, в 4 км к югу — озеро Камышиное.

## История
До 5 апреля 2013 года село входило в состав упразднённого Силантьевского сельского округа.

## Население
В 1999 году численность населения села составляла 488 человек (247 мужчин и 241 женщина). По данным переписи 2009 года, в селе проживало 452 человека (233 мужчины и 219 женщин).